# Partit Nacional Bretó
El Partit Nacional Bretó (bretó Strollad Broadel Breizh) fou un partit polític bretó de caràcter obertament nacionalista, que funcionà del 1933 al 1944.
Fou fundat el 1933 per Olier Mordrel amb altres antics militants del Partit Autonomista Bretó. El seu caire era decididament nacionalista, i els continguts corporatius i autoritaris profeixistes es barrejaven amb l'acció directa i l'insurrecionalisme influït pel Sinn Féin irlandès, malgrat haver adoptat la resolució de caràcter ideològic na ruz na gwenn ("Ni roig ni blanc" en referència a esquerra o dreta), i al qual se li uniren Frañsez Debauvais, Yann Goulet, Yann Bricler, Guiyesse i Celestin Lainé, qui proposaria la creació d'un kardevenu (exèrcit armat), que prendrà el nom de la bandera bretona, Gwenn ha Du (Blanc i Negre) que cometria alguns estralls. També mantenien contactes amb l'organització Ahneherbe dels SS i el cercle de celtòlegs de Múnic per via indirecta dels autonomistes alsacians, intensificada del 1938 al 1939.
El 1933 Olier Mordrel aprovaria el programa del partit, Strolladar ar Gelted Adsavet (Per un partit bretó dels celtes reviscolats), on afirmava que el partit aspirava a la construcció d'un estat bretó amb colònies que annexionarien regions limítrofes; també volia excloure dels càrrecs públics als "estrangers i races llatines", es mostra partidari de la petita i mitjana propietat però alhora vol socialitzar la gran propietat (com a via intermèdia entre el capitalisme i el socialisme).
El 1941 va patir l'escissió del filonazi Moviment Obrer Social-Nacional Bretó.